# Vermossing

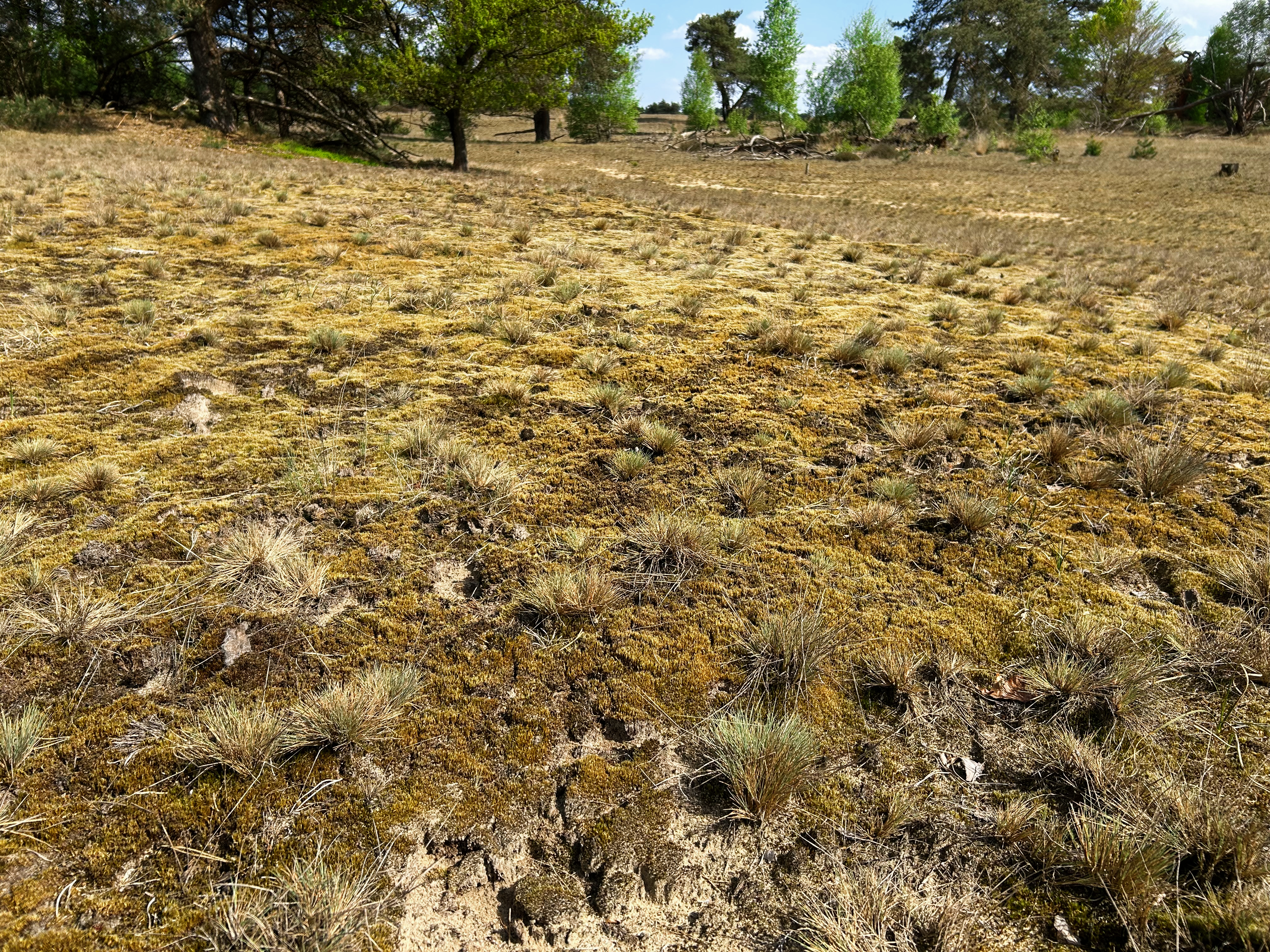
Ernstige vermossing met het invasieve grijs kronkelsteeltje in het stuifzandlandschap op de Veluwezoom.

In de ecologie en het natuurbeheer wordt met vermossing het verschijnsel bedoeld waarbij enkele ongewenste dominante mossen de andere (gewenste) soorten van een vegetatietype verdringen. Afhankelijk van de standplaats kan vermossing verscheidene oorzaken hebben; zo is relatief vaak verzuring of het wegvallen van dynamiek de oorzaak.

## Fotogalerij

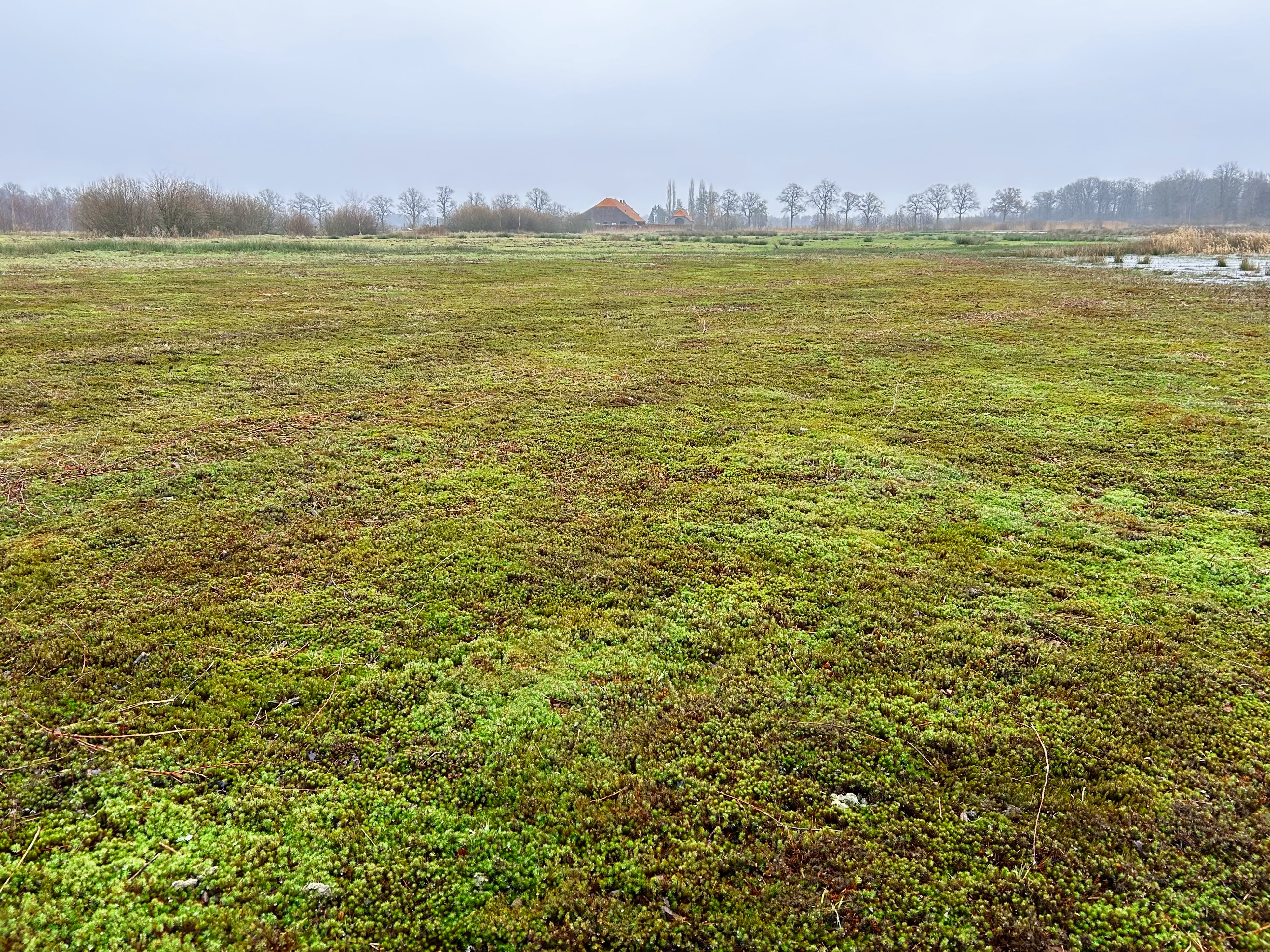
Nat hooiland, vermost met gewoon haarmos
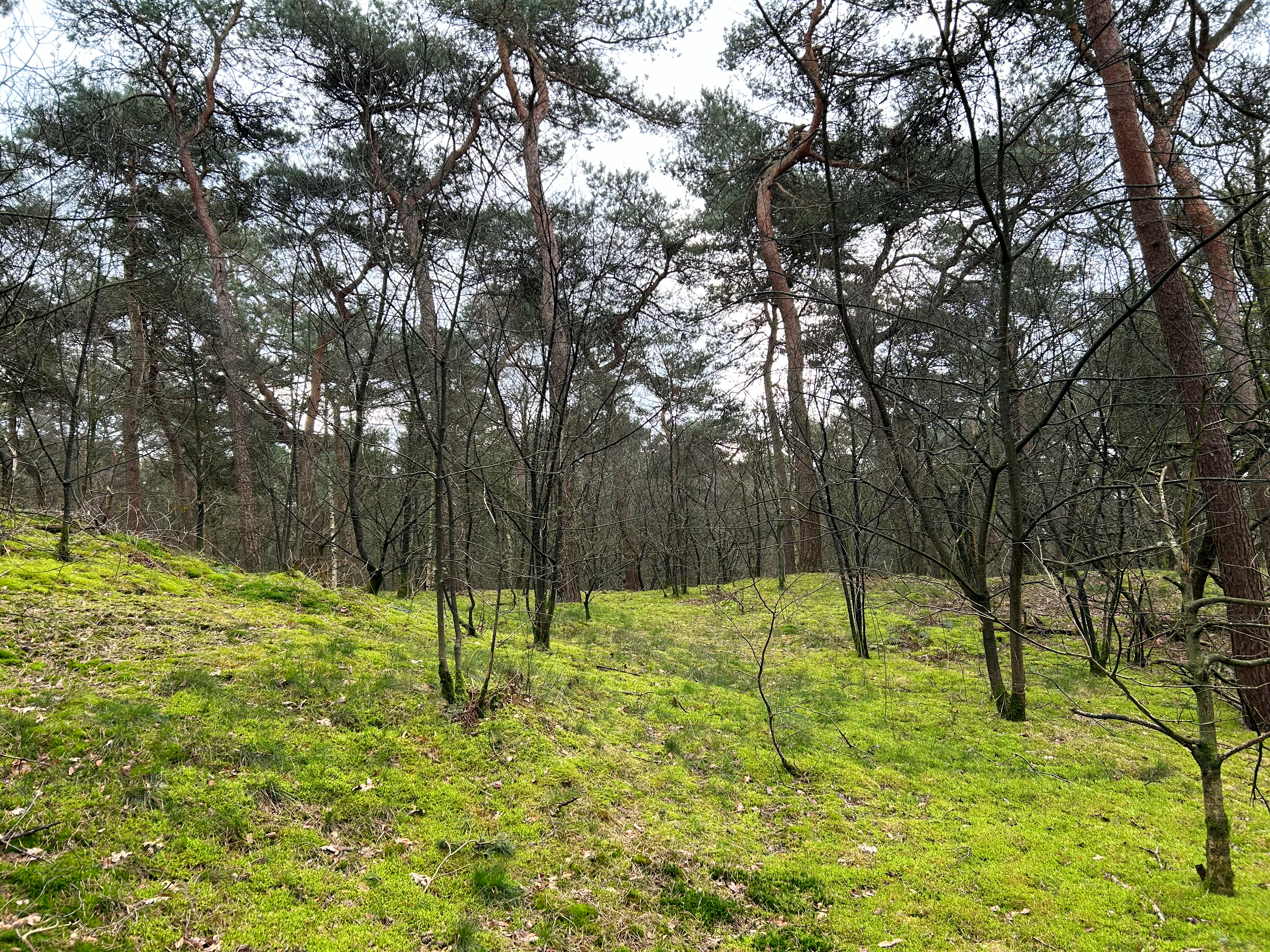
Geëutrofieerd naaldbos, vermost met groot laddermos
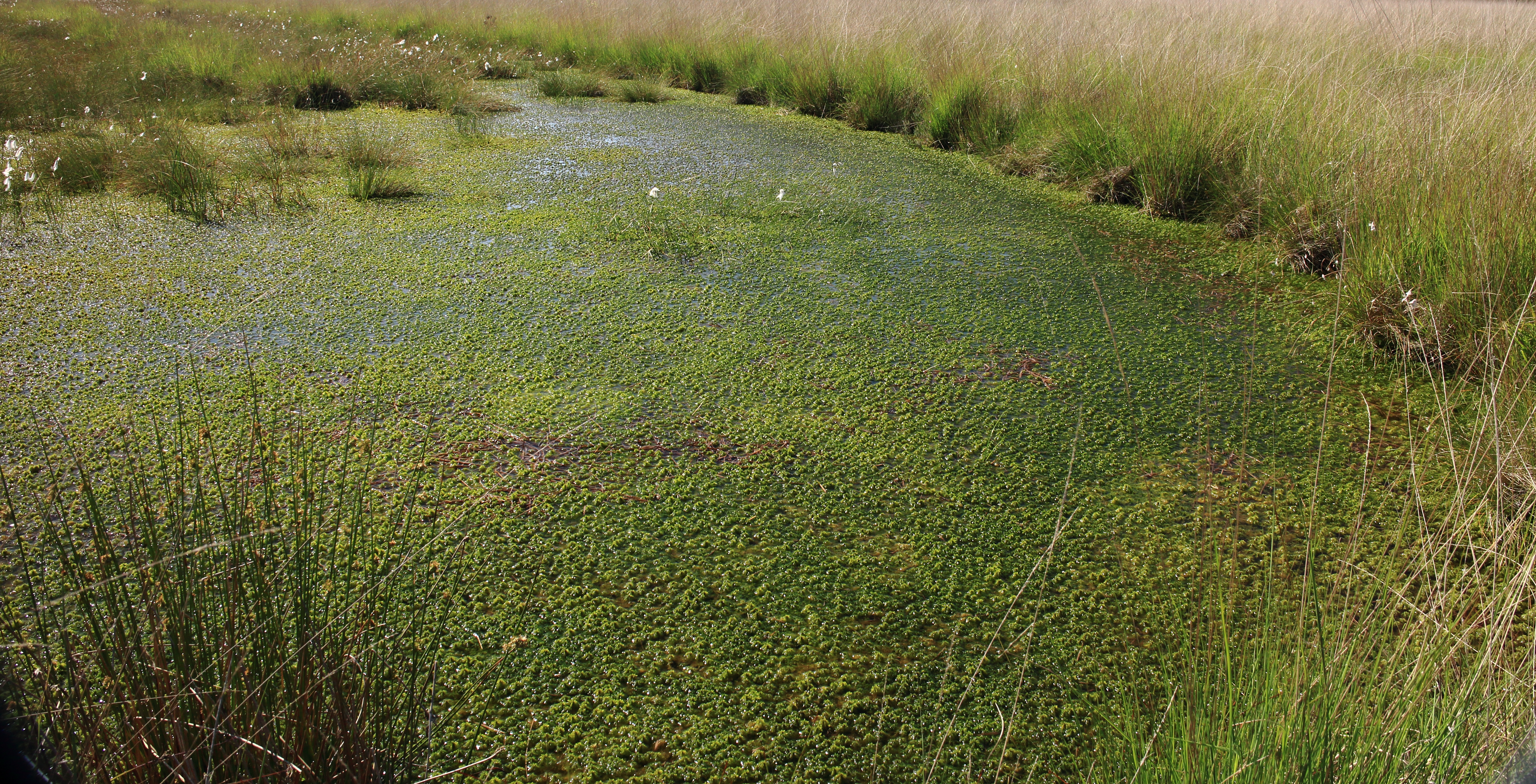
Vermossing met waterveenmos in dystroof water
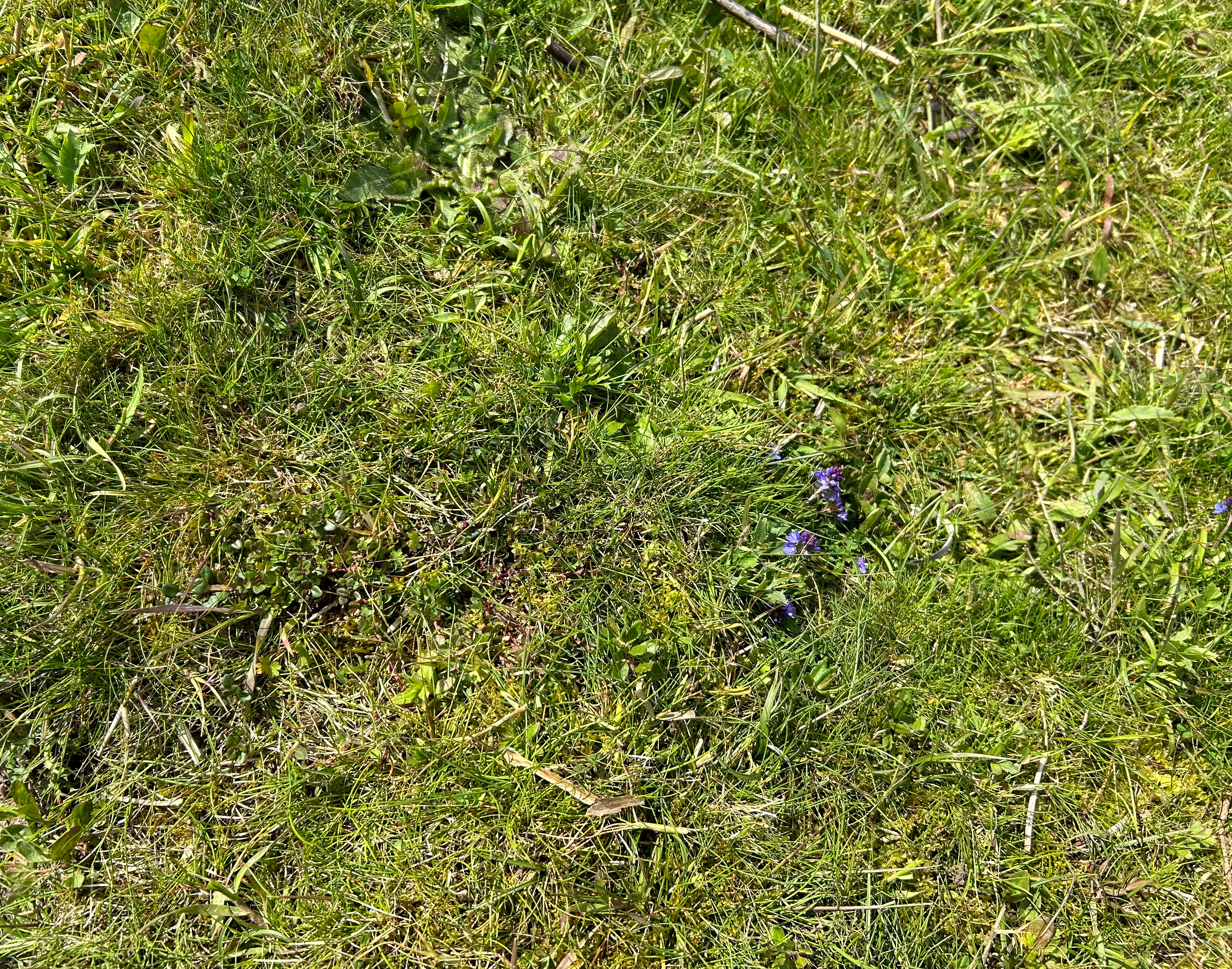
Close-up van vermossing en vergrassing in de associatie van vetkruid en tijm